# Бранислав Тиодоровић
Бранислав Тиодоровић (Врање, 17. август 1949) српски је епидемиолог, бивши директор Института за јавно здравље у Нишу и члан Кризног штаба Владе Републике Србије током пандемије ковида 19.

## Биографија

### Порекло
Тиодоровићи воде порекло од братства Радетића које се почетком 19. века доселило у Забјело и друга подгоричка села из српског племена Пипера, а препознају се међу осталима по томе што славе Аранђеловдан.
Чукундеда капетан Петар Тиодоровић је учествовао у ослобођењу Зете. Отац Драго Тиодоровић је био припадник Народноослободилачке војске Југославије и касније официри Југословенске народне армије.
Брат од тетке Бранислава Тиодоровића је глумац Лазар Ристовски.

### Младост и образовање
Рођен је 17. августа 1949. године у Врању, где је његов отац био на служби као официр. Завршио је Основну школу "Змај Јова Јовановић" у Врању, а због очевог премештаја је наставио школовање у Нишу, где је похађао Прву нишку гимназију "Стеван Сремац".
Дипломирао је на Медицинском факултету Универзитета у Нишу 1976. године. Као студент је био председник Савеза студената Универзитета у Нишу и потпредседник Савеза студената Југославије. Као студент је био ангажован на сузбијању епидемије великих богиња у Југославији 1972. године.
Стажирао је на Војномедицинској академији у Београду. Ту је при Санитетској официрској школи одслужио део војног рока, а други део у болницама у Нишу.
На Пастеровом институту у Паризу је боравио током припреме доктората, од 1986. до 1989. године, као југословенски и француски стипендиста.

### Стручна каријера
Обављао је дужност директора Клиничког центра Ниш Института за јавно здравље у Нишу.

### Епидемија
Тиодоровић је именован за члана Кризног штаба Владе Републике Србије за време пандемије ковида 19 у Србији.
На Дан примирја у Првом светском рату 11. новембра 2020. године, председник Републике Србије Александар Вучић је Тиодоровића одликовао Орденом Карађорђеве звезде другог степена, због заслуга у борби против пандемије.

## Породица
На студијама се оженио колегиницом Јелицом из Шапца, која је лекар дерматовенерологије. Њихова кћерка Даница (1978) је дерматолог и професор Медицинског факултета Универзитета у Нишу, а син Никола (1973) је економиста.

## Награде и признања

### Одликовања
- Орден Карађорђеве звезде другог степена (11.11.2020)[4]

### Друге награде
Подружница Српског лекарског друштва у Нишу му је 2017. године доделила награду за животно дело.